# (54411) Bobestelle
(54411) Bobestelle est un astéroïde de la ceinture principale.

## Description
(54411) Bobestelle est un astéroïde de la ceinture principale. Il fut découvert le 3 juin 2000 à Mauna Kea par Peter B. Stetson et David D. Balam. Il présente une orbite caractérisée par un demi-grand axe de 2,85 UA, une excentricité de 0,19 et une inclinaison de 10,3° par rapport à l'écliptique.

## Compléments